# سیارک ۵۴۵۰۹
سیارک ۵۴۵۰۹ (به انگلیسی: 54509 YORP، نامگذاری:2000PH5) پنجاه و چهار هزار و پانصد و نهمین سیارک کشف شده‌است که در ۳ اوت ۲۰۰۰ کشف شد.